# 1月31日
1月31日是阳历（平年）年的第31天，离一年的结束还有334天（闰年是335天）。

## 大事记

### 20世紀以前
- 314年：教宗西爾維斯特一世正式接任教宗，是天主教會進入公開傳教時代的首位教宗。
- 1208年：瑞典親王埃里克的軍隊在萊納之戰中擊敗瑞典國王斯渥克爾松二世的軍隊。
- 1606年：企圖刺殺英格蘭國王詹姆士一世的天主教教徒蓋伊·福克斯遭到處決。
- 1747年：位於英國倫敦的倫敦洛克診所成立，是第一家治療性傳染病的志願性醫院。
- 1801年：約翰·馬歇爾成為第四任美國首席大法官，往後確立美國最高法院在《美國憲法》中的權力分立位置。

### 20世紀
- 1917年：德国宣布重新开始无限制潜艇战，用潜艇击沉驶进英国等地海域的船只。
- 1919年：蘇格蘭格拉斯哥因勞工條件問題爆發衝突，直到英國政府出動戰車恢復秩序才平息。
- 1942年：随着大日本帝国的猛攻下，于当日马来亚半岛全面沦陷。英国军队退守至新加坡岛。
- 1942年：日军进入马尼拉。
- 1943年：德意志国防军在史達林格勒投降。
- 1946年：南斯拉夫聯邦人民共和國通過新憲法，確立採用6個共和國組成的聯邦制。
- 1946年：中国政治协商会议通过五项决议后闭幕。
- 1949年：在中国国民党北平守军将领傅作义投诚之后，中国人民解放军和平进入北平城，平津战役结束。
- 1955年：中国卫生部提出适当节制生育。
- 1956年：中共中央機關報《人民日報》全文刊發《漢字簡化方案》，中華人民共和國國務院同時決定自次日起全面推行簡化字。
- 1958年：美国第一颗人造卫星探险者1号发射升空，其后侦测到地球外的辐射带存在。
- 1966年：苏联第一颗在月球上成功实现软着陆的探测器月球9号在拜科努尔发射场发射升空。
- 1967年：黑龙江省革命委员会成立。
- 1968年：諾魯共和國独立。
- 1968年：美國駐西貢大使館遭到越南民族解放陣線（越共）夜襲，18名越南敢死隊員及美陸軍憲兵4人、守館海軍陸戰隊衛兵1人在激戰一夜中死亡。
- 1972年：中国与馬爾他建交[1]。
- 1974年：日本赤軍發動拉裕事件，在新加坡劫持一艘渡輪。
- 1975年：非洲國家安哥拉脫離葡萄牙殖民統治，取得獨立。
- 1981年：被伊朗扣压的52名人质回到美国。
- 1997年：最終幻想系列中第一款使用3D電腦圖形的電玩遊戲《最終幻想VII》發布。
- 2000年：一架阿拉斯加航空的MD-83客機墜毀於太平洋，造成88人死亡。

### 21世紀
- 2001年：2001年日本航空班機空中接近事故。
- 2002年：印度尼西亞豪雨成災。[2]
- 2010年：詹姆斯·卡麥隆執導的《阿凡達》成為第一部在全球賺取超過20億美元的電影。
- 2013年：加拿大華裔女孩藍可兒（Elisa Lam）離奇失蹤。
- 2018年：亚洲、北美洲、新西兰、澳大利亚等地发生月全食，該次月食半影食分為2.320、全影食分為1.321[3]。由于当天可看见超级月亮（1月30日到达近地点），加之是2018年首次蓝月月食，所以又称为“超级蓝血月”（Super Blue Blood Moon）[4]，是152年来首次。
- 2020年：英國正式退出歐洲聯盟和歐洲原子能共同體，其後進入脫歐過渡期。
- 2021年：中華人民共和國不再承認BNO為有效旅遊證件及身份證明文件。隨後香港特區政府不承認BNO作為有效旅行證件和身分證明，包括香港出入境及任何形式的身份證明。

## 出生
- 877年：高麗太祖，王氏高麗國王。（943年逝世）
- 1530年：大友宗麟，日本戰國時代九州大名。（1587年逝世）
- 1543年：德川家康，日本江戶幕府首任征夷大將軍。（1616年逝世）
- 1746年：弗雷德里希·路德維希，普魯士陸軍將軍，霍恩洛厄-英格爾芬根親王。（1818年逝世）
- 1762年：拉克倫·麥覺理，英國軍官，第5任新南威爾士州總督。（1824年逝世）
- 1793年：約瑟夫·保羅·蓋馬爾，法國船醫、博物學家。（1858年逝世）
- 1797年：弗朗茨·舒伯特，奧地利作曲家。（1828年逝世）
- 1830年：詹姆斯·G·布萊恩，美國律師、政治人物，第28、31任美國國務卿。（1893年逝世）
- 1841年：萨姆·劳埃德，美國智力遊戲設計師、趣味數學家。（1911年逝世）
- 1856年：赫爾曼·馮·弗朗索瓦，德國陸軍上將。（1933年逝世）
- 1868年：西奧多·威廉·理查茲，美國化學家。（1928年逝世）
- 1919年：傑基·羅賓森，美國職業棒球運動員，美國職棒大聯盟史上第一位黑人球員（1972年逝世）
- 1922年：秦怡，中国女演员，人民艺术家（2022年逝世）
- 1929年：鲁道夫·穆斯堡尔，德国物理学家，1961年諾貝爾物理學獎得主（2011年逝世）
- 1931年：陳維壽，臺灣昆蟲學家（2025年逝世）
- 1933年：櫻井純，日裔美國理論粒子物理學家（1982年逝世）
- 1935年：大江健三郎，日本存在主義作家，1994年諾貝爾文學獎得主（2023年逝世）
- 1938年：，荷蘭女王
- 1939年：约翰尼·伊根，美國前職業籃球運動員（2022年逝世）
- 1942年：榮智健，香港企業家
- 1945年：佩爾西·戴康尼斯，美國數學家、統計學家
- 1948年：鈴木宗男，日本政治人物
- 1950年：笹谷七重子，日本漫畫家，24年組之一
- 1951年：盧傑，香港配音員
- 1954年：馬克·斯拉溫，以色列男子摔跤運動員（1972年逝世）
- 1956年：約翰·里頓，英國歌手、編曲人、音樂家，朋克搖滾樂團性手槍主唱
- 1956年：吉多·范羅蘇姆，荷蘭程式設計師，Python程式設計語言最初設計者
- 1966年：石黑賢，日本男演員
- 1967年：王祖賢，台灣女演員
- 1968年：新千惠子，日本女性聲優
- 1968年：希米·錫卡，湯加政治人物、商人，曾任代理湯加首相
- 1970年：陈琳，中国大陆女歌手（2009年逝世）
- 1971年：李英愛，韓國女演員
- 1971年：康高寶，匈牙利宗教史學家
- 1974年：麥克·瓦爾茲，美國政治人物，現任國家安全顧問
- 1975年：普丽缇·泽塔，印度演員
- 1977年：香取慎吾，日本藝人
- 1978年：李淑楨，台灣演員
- 1978年：林雅詩，香港演員
- 1979年：松井優征，日本漫畫家
- 1980年：沈宜英，韓國女演員
- 1981年：郭鑫，台灣藝人
- 1981年：賈斯汀·提姆布萊克，美国歌手
- 1984年：李學林，台灣籃球運動員
- 1985年：藍又時，台灣女歌手
- 1985年：Oxxxymiron，俄羅斯饒舌歌手
- 1986年：林家琪，台灣電視主播、模特兒
- 1988年：連珍羚，臺灣女子柔道運動員
- 1990年：藪宏太，日本演員、歌手
- 1990年：馬爾科·圖盧傑利蒂，阿根廷職業網球運動員
- 1992年：周冬雨，中国女演員
- 1992年：美依禮芽，日本樂團GARNiDELiA成員
- 1994年：維塔利克·布特林，俄裔加拿大程式設計師、作家，以太坊的聯合創始人之一
- 1995年：久保田未夢，日本女性聲優
- 1995年：李佳歡，馬來西亞女歌手
- 1996年：蘇芷晴，香港女歌手
- 1997年：曺薇娟，韓國女子偶像團體(G)I-DLE成員
- 1997年：唐特·迪文森佐，美國職業籃球運動員
- 1998年：樋口日奈，日本女子偶像團體乃木坂46成員
- 1998年：鄭禹奭，韓國男子偶像團體PENTAGON成員
- 2000年：威廉·利馬，巴西男子柔道運動員
- 2000年：烏戈·吉利亞蒙，西班牙職業足球運動員
- 2000年：朱利安·阿爾瓦雷斯，阿根廷職業足球運動員
- 2004年：查理·，英格蘭職業足球運動員

## 逝世
- 1398年：崇光天皇，日本北朝第3代天皇（1334年出生）
- 1606年：盖伊·福克斯，英格蘭天主教陰謀組織成員（1570年出生）
- 1615年：宗義智，日本戰國時代大名，對馬宗氏第20代領主，對馬府中藩初代藩主（1568年出生）
- 1628年：戶川達安，日本戰國時代、安土桃山時代武將（1567年出生）
- 1729年：雅可布·羅赫芬，荷蘭探險家，復活節島的發現者（1659年出生）
- 1865年：休·法康納，蘇格蘭地理學家、植物學家、古生物學家（1808年出生）
- 1866年：弗里德里希·呂克特，德國詩人、翻譯家（1788年出生）
- 1882年：詹姆斯·斯普里格斯·佩恩，美裔賴比瑞亞政治人物，第4、8任賴比瑞亞總統（1819年出生）
- 1888年：鮑思高，意大利神父，慈幼會的會祖（1815年出生）
- 1930年：本內迪科特·迪波夫斯基，波蘭自然學家、醫生（1833年出生）
- 1943年：賴和，台灣新文學之父（1894年出生）
- 1956年：艾倫·亞歷山大·米恩，英國作家，以小熊維尼與兒童詩作而聞名於世（1882年出生）
- 1966年：白思華，英國陸軍將領（1887年出生）
- 1998年：安华·阿都马力，马来西亚政治人物（1898年出生）
- 2007年：雅德蕾德·坦博，南非活動家、政治人物（1929年出生）
- 2014年：弗朗西斯·M·費斯米爾，美國急診科醫生（1959年出生）
- 2022年：廖正豪，中華民國第15任法務部部長（1946年出生）
- 2023年：亨利克·諾德布蘭德，丹麥詩人、小說家、散文家（1945年出生）
- 2023年：蔣凡可·蘭奇，義大利企業家，前任宏碁集團執行長（1954年出生）
- 2023年：金英姬，韓國女子籃球運動員（1963年出生）

## 节假日和习俗
- 瑙鲁：獨立日
- 日本：晦日節